# María Mestayer
María Mestayer de Echagüe (Bilbao, Vizcaya, 20 de diciembre de 1877 - Madrid, 19 de noviembre de 1949), también conocida como marquesa de Parabere, fue una gastrónoma, escritora y empresaria española. Autora de diversos recetarios y estudios culinarios, se convirtió en uno de los nombres más conocidos de la gastronomía española de posguerra gracias al gran número de reediciones de su libro La cocina completa.

## Biografía

### Infancia y juventud
María Mestayer nació el 20 de diciembre de 1877 en Bilbao, en la calle Ripa, y fue bautizada el 7 de enero de 1878 en la parroquia de San Vicente Mártir de Abando como María Manuela Eugenia Carolina Mestayer Jacquet. Sus padres fueron el empresario y diplomático francés Eugenio Mestayer Demelier y la bilbaína de origen galo María Jacquet la Salle (o Delasalle), hija del afamado banquero bilbaíno Carlos Jacquet.
Pocos años después su padre fue destinado al consulado francés en Sevilla, ciudad en la que María pasó su infancia y adolescencia. Gracias a la buena posición social y económica de su familia pudo disfrutar de una esmerada educación cosmopolita. Aficionada a la lectura y la historia, viajó con sus padres por toda Europa visitando las grandes capitales y los mejores restaurantes de la época, como el de Auguste Escoffier. De vuelta en Bilbao conoce al abogado y miembro de la alta sociedad donostiarra Ramón Echagüe Churruca, con quien se casa el 12 de octubre de 1901 en la Basílica de Nuestra Señora de Begoña. Fruto de este matrimonio nacerán ocho hijos en el hogar familiar de la calle Ibáñez de Bilbao.

### Vocación culinaria
Culta y refinada pero inexperta en la gestión de las tareas domésticas o en la dirección del servicio, María se percata enseguida de que su marido prefiere comer en su club de la Sociedad Bilbaína que en casa. Espoleada por ello y por su propia inclinación a la buena mesa, comienza a leer vorazmente publicaciones gastronómicas como "Le Pot au Feu" (1893 - 1956) y a experimentar en la cocina. Poco a poco pasa de aficionada a experta en gastronomía gracias a sus lecturas y a la relación epistolar que mantiene con algunos de los cocineros más famosos de su tiempo: Henri-Paul Pellaprat, José Rondissoni y en especial con Teodoro Bardají, jefe de cocina de los Duques del Infantado, al que conoció por ser éstos parientes de su marido.
Comenzó a impartir cursillos de cocina y repostería en Bilbao a las mujeres de Acción Católica en la vecina parroquia de San Vicente de Abando, en el colegio de El Sagrado Corazón y en organizaciones de fomento de la educación femenina como el Emakume Abertzale Batza, asociación de mujeres del Partido Nacionalista Vasco. El clima de revolución de principios de siglo hizo posible que una mujer como María Mestayer rompiera los límites atribuidos a su sexo y clase social y empezara a escribir sobre cocina de manera profesional. 

### Sobrenombre de Marquesa de Parabere
Primero bajo el pseudónimo de Maritxu y a partir de 1929 con el sobrenombre de Marquesa de Parabere colaboró en prensa (el deportivo bilbaíno Excelsior, El Diario Vasco, o el periódico argentino La Nación) y en revistas especializadas como El Gorro Blanco, La Revista Culinaria y Menage.
El título real del marquesado de Parabere lo ostentaba un primo de su marido, Joaquín Aguirre Echagüe, aunque se ha dicho también que tomó tal sobrenombre artístico por sugerencia de amigos como Ramón de la Sota y Pedro Eguillor, o por afinidad e incluso relación familiar con la antigua Marie-Madeleine de Parabère, amante de Felipe II de Orleans. De cualquier forma, y a pesar de que mucha gente la tratara como a una verdadera marquesa de sangre azul, María Mestayer nunca sacó a nadie de su error ni explicó con detalle el origen de este pseudónimo. 

### Recetarios y libros
Animada por sus amistades publica en Bilbao su primer libro, Confitería y Repostería (1930). En 1933 la editorial Espasa-Calpe saca La Enciclopedia Culinaria, compuesta por las recetas dulces de su libro anterior más otras saladas compiladas bajo el título de La Cocina Completa. A partir de 1940, la obra se divide en dos tomos tal y como los conocemos ahora, siendo uno de los recetarios españoles más reeditados del siglo XX. Dedica a la gastronomía vasca el recetario Platos escogidos de la Cocina Vasca, editado por Grijelmo en Bilbao en 1935 y prácticamente desaparecido debido a la pérdida de ejemplares durante la guerra civil española. En 1936 firma para la editorial barcelonesa Hymsa el recetario Entremeses, aperitivos y ensaladas sobre entremeses y aperitivos. Poco después publica con el mismo sello Conservas caseras.

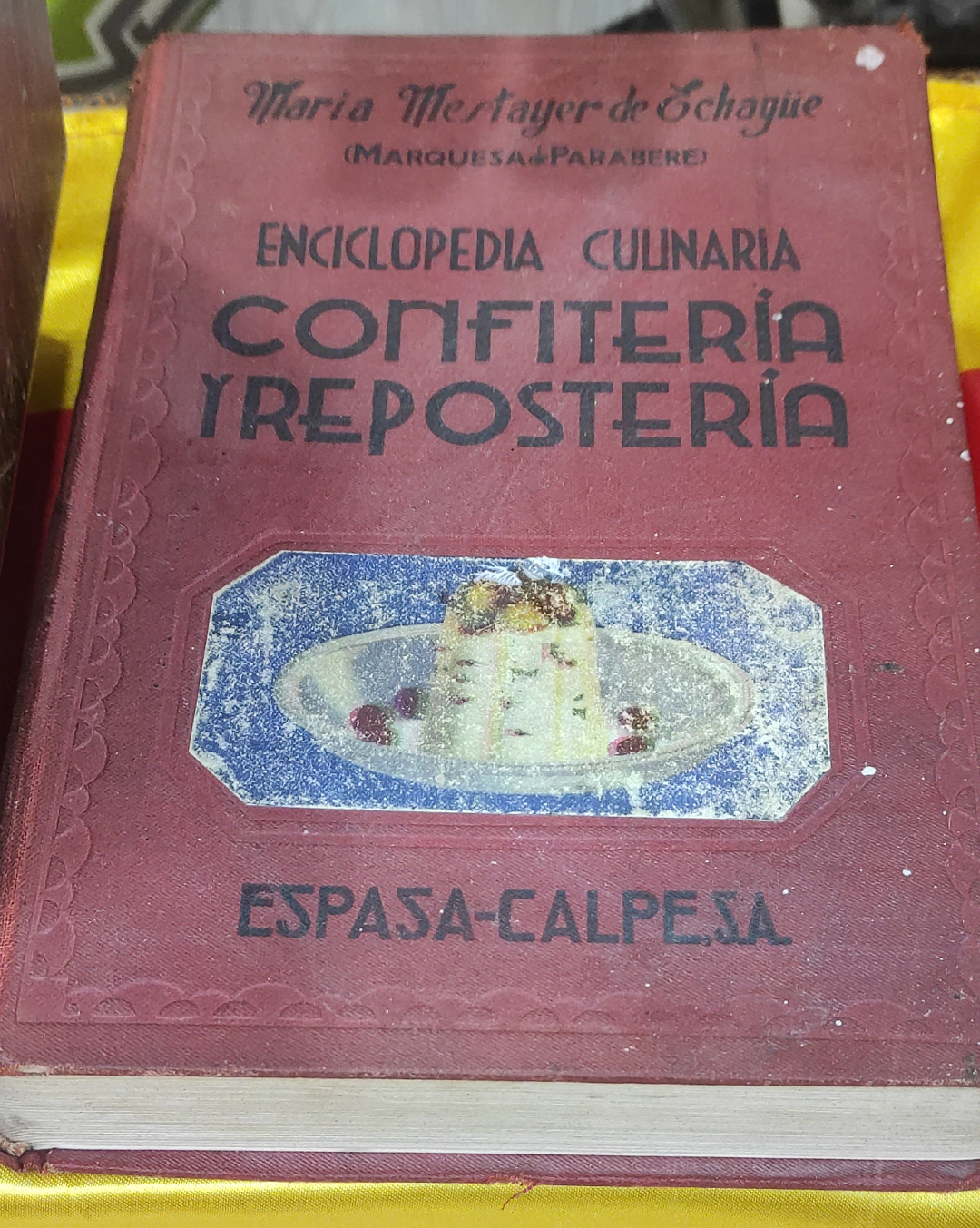
Portada de María Mestayer de Echagüe, Enciclopedia culinaria: confitería y repostería. Espasa-Calpe, 1930.

Su afición por la historia le llevó a escribir Historia de la gastronomía (Esbozos) (1943), un curioso recorrido por la evolución histórica de la cocina. En 1947 recopiló para la marca de levadura química Royal un pequeño panfleto con sus mejores recetas de repostería. 
Enferma de diabetes, María Mestayer siguió trabajando hasta el momento de su muerte en la que iba a ser su obra más completa y ambiciosa, una Gran Enciclopedia Culinaria en doce tomos que abarcarían todo el conocimiento gastronómico disponible en su época. Solo pudo completar cinco (hasta ahora, inéditos) antes de fallecer por un coma diabético el 19 de noviembre de 1949, poco antes de cumplir 72 años.

## El restaurante Parabere
Con el dinero de una herencia y frente a la oposición de su marido, María Mestayer decidió en 1935 abrir un restaurante de alta categoría. Con 58 años deja a su marido en Bilbao y viaja a Madrid con dos de sus hijos para montar el Parabere en la calle Cádiz (número 9, esquina con Espoz y Mina), muy cerca de la Puerta del Sol.
Suntuosamente decorado según el estilo art déco del momento, el restaurante fue inaugurado en marzo de 1936 con un fulgurante éxito entre la sociedad madrileña. El estallido de la Guerra Civil en el verano de ese mismo año se tradujo en la incautación del negocio por parte del sindicato de hostelería de la CNT. El Parabere siguió abierto como establecimiento donde poder atender y agasajar a personalidades afines a la causa republicana. Bajo la estricta supervisión de milicianos anarquistas, la llamada "camarada" Marquesa dio de comer allí a artistas, políticos, diplomáticos y periodistas como Indalecio Prieto, Ernest Hemingway, Joseph P. Kennedy, Rafael Alberti o André Malraux.
La caída de Madrid bajo las tropas franquistas fue también la del Parabere, que revivió en 1940 después de ser trasladado a la calle Villanueva, en el barrio de Salamanca. Sin embargo, la mala situación económica del país, el racionamiento, la falta de suministros y la obligatoriedad del plato único dificultaron el despegue del nuevo restaurante. Cerró definitivamente en 1943, implicado en el caso de unos mensajes políticos enviados desde la cárcel dentro de tarteras de comida.

## Obra
- Confitería y repostería, 1930[7]
- La cocina completa, 1933[8]
- Platos escogidos de la cocina vasca, 1935
- Entremeses, aperitivos y ensaladas, 1936
- Conservas caseras, 1936
- Historia de la gastronomía (esbozos), 1943[9]
- Pastelería Royal, 1947